# Юнчє
Юнчє (словен. Junčje) — поселення в общині Рибниця, регіон Південно-Східна Словенія, Словенія.